# Hunter Doohan
Pour les articles homonymes, voir Doohan.
Hunter Doohan, né le 18 janvier 1994 à Fort Smith (Arkansas), est un acteur américain. Il est notamment connu pour ses rôles dans les séries télévisées Truth Be Told : Le Poison de la vérité, Your Honor et Mercredi.

## Biographie
Hunter Doohan est né à Fort Smith dans l'état de l'Arkansas. Adolescent, il prend part aux différents ateliers de théâtre de son lycée ainsi que ceux de sa ville.

## Carrière
De 2019 à 2020, il campe un rôle récurrent de la série télévisée Apple TV+, Truth Be Told : Le Poison de la vérité. Il y joue le jeune Warren, incarné par Aaron Paul adulte.
De 2020 à 2021, il interprète Adam Desiato dans dix épisodes de la série télévisée Your Honor.
En 2022, il rejoint le casting de la série télévisée Mercredi (Wednesday), inspirée des bandes dessinées La Famille Addams créées par Charles Addams, où il joue Tyler Galpin, le fils du shérif.

## Vie privée
En juin 2022, il partage sur les réseaux sociaux son mariage avec Fielder Jewett, son petit ami de longue date.

## Filmographie

### Cinéma
- 2016 : Coffee House Chronicles : Owen
- 2019 : Where We Disappear : Ivan
- 2026 : Evil Dead Burn de Sébastien Vaniček

### Télévision

#### Séries télévisées
- 2015 : The Other Client List : Lemonade Man
- 2015 : Coffee House Chronicles : Owen
- 2018 : Westworld : un scout de la Confédération
- 2019 : Schooled : Matt Ryan
- 2019 : What/If : Tyler
- 2019 : Aware I'm Rare : Evan
- 2019–2020 : Truth Be Told : Le Poison de la vérité : Warren ado (8 épisodes)
- 2020–2021 : Your Honor : Adam Desiato (10 épisodes)
- 2022 : Mercredi : Tyler Galpin (8 épisodes)
- 2025 : Daredevil: Born Again : Muse (en)

#### Téléfilms
- 2018 : Cagney and Lacey : Sean Ward